# Tanzania en los Juegos Paralímpicos de Pekín 2008
Tanzania estuvo representada en los Juegos Paralímpicos de Pekín 2008 por un deportista masculino. El equipo paralímpico tanzano no obtuvo ninguna medalla en estos Juegos.